# Inglês australiano
O inglês australiano (Australian English) é a forma da língua inglesa falada na Austrália e muito similar à variante neozelandesa. É encontrada no sudeste da Inglaterra, sendo moderadamente próxima do inglês britânico padrão e relativamente distante da variante norte-americana.
É a língua nativa de 16,5 milhões de pessoas, na Austrália (ou um pouco mais de 70% da população do país).

## História
O inglês australiano evoluiu a partir do inglês britânico em um processo que começou após a fundação da colônia de Nova Gales do Sul em 1788. 

## Influência irlandesa
Existiram certas influências do hiberno-inglês, mas talvez não tanto como pudesse ser esperado tendo em conta que muitos australianos são descendentes de irlandeses. Uma dessas influências tem sido a pronuncia da letra “H” como “haitch” /hæɪtʃ/ ― o qual pode ser reconhecido entre os falantes do Broad Australian English, mais que como “aitch”    /æɪtʃ/, que é frequente na Nova Zelândia e na maior parte de Grã-Bretanha e na América do Norte. Acha-se que esta característica fonética teria sido causada graças à imigração de sacerdotes e freiras católicos irlandeses. Outros exemplos da influência irlandesa incluem o uso não padroniozado de “youse” /jʉːz/ (vocês, vocês) como plural de “you” (que em inglês australiano quer dizer "tu", "vos", "você"; em inglês padrão significa ademais "vocês", "vocês") ― “youse” é comumente utilizado por quem pode ser considerado inculto e com frequência emprega-o intencionalmente porque é uma maneira “comum” de falar e também o uso pronome pessoal “me” (em inglês padrão: "me"/“mim”) em vez do pronome possessivo “my” (“meu”). Por exemplo: Where’s me hat?, em lugar de Where’s my hat?; Este uso do pronome “me” em casos como este costuma ser empregue informalmente.

## Ortografia
A ortografía australiana é muito similar à britânica, com poucas exceções (por exemplo, program ― “programa” ― é mais comum que programme). As editoras, escolas, universidades e o governo utilizam geralmente o Macquarie Dictionary como ponto de referência ortográfico padrão. Tanto -ise como -ize são aceitos como terminações corretas, mas -ise é a forma mais comum em uma proporção de 3:1 segundo o Macquarie's Australian Corpus of English.
Existe uma crença amplamente aceita de que a ortografia americana é uma modernidade, mas o debate sobre a ortografia é bem mais velho e tem pouco a ver com o inglês norte-americano. Por exemplo, um folheto titulado The So-Called “American Spelling” (“A dita 'Ortografia Americana' ”), publicado em Sydney um pouco antes de 1900, argumentava que “não existe uma razão etimológica válida para a preservação de ou em palavras como honor, labor, etc.

## Variedades
A maior parte dos linguistas consideram que existem três variedades principais do inglês australiano: o Broad Australian English, o General Australian English e o Cultivated Australian English. Estas variantes são parte de uma série contínua e ordenada segundo o nível cultural no uso da língua, e são distinguíveis principalmente pelas variações na acentuação. Com frequência, ainda que não sempre, refletem a classe social e/ou o nível educativo do falante.
O Broad Australian English é a variedade mais conhecida. É familiar para os anglofónos de todo mundo porque seu uso identifica os personagens australianos em filmes e programas de televisão de outras nacionalidades.
O General Australian English é a variedade utilizada pela maior parte dos habitantes e costuma ser encontrada em filmes e programas televisivos nacionais contemporâneos.
O Cultivated Australian English é mais similar à Received Pronunciation britânica que as variantes anteriores, e com frequência são erroneamente considerados como iguais. Esta variedade é falada por pelo menos 10% da população.
Às vezes argumenta-se que existem variações regionais na pronúncia e sotaque. No entanto, dado o caso de que sim existissem, seriam insignificantes comparadas com as do inglês britânico ou estadounidense. De qualquer jeito, a forma de falar é mais influenciada por aspetos sociais, culturais e educativos que por fatores regionais, por exemplo, as diferenças entre a pronúncia urbana e a rural são reconhecíveis em toda a Austrália.
Um exemplo de diferenças regionais menores pode aparecer na pronúncia de palavras como castle, dance, chance, advance, etc. Em Queensland e Vitória, ao igual que na Irlanda, o fonema æ é mais utilizado nesses casos; enquanto em Nova Gales do Sul costuma-se empregar o som a(frequente no inglês da Inglaterra). A pronúncia de Nova Gales do Sul nesses termos é algo mais predominante em exemplos tais como quando se canta o hino nacional, Advance Australia Fair, sendo preferida a pronúncia /əd'vai:ns/ na maior parte da Austrália, exceto em Queensland e Vitória onde também /əd'væ:ns/ costuma ser utilizada.
Existem certas variações no vocabulário do inglês australiano entre diferentes regiões, particularmente em termos desportivos e referentes à comida e à roupa. Por exemplo, o copo de cerveja de 285 ml é chamado middly em Sydney, Perth e Camberra, handle em Darwin, pot em Brisbane e Melbourne, schooner em Adelaide, e tem oz ou beer em Hobart.

## Fonologia
O inglês australiano é um dialeto não rótico. Seu sotaque é muito similar ao neozelandês e em menor medida ao do sudeste de Grã-Bretanha, particularmente ao dos cockneys e ao da Received Pronunciation. Como na maioria dos dialetos do inglês, se distingue principalmente pela fonologia de suas vogais.
Os sons vocálicos do inglês australiano estão divididos em duas categorias: longos, que inclui os monotongos longos e os ditongos, e curtos, que engloba aos outros monotongos. Diferente da maior parte das variedades do inglês, o inglês australiano possui diferenças na duração fonética: algumas vogais diferem entre si somente por sua duração.
Os sons consoantes  são similares aos de outras variedades não róticas do inglês. Os fonemas /t/ e /d/ transformam-se em /ɾ/ (utilizado em português quando o R simples se entre vogais) em alguns casos, similares aos do inglês americano, que também apresenta esta característica de transformação fonológica. Muitos falantes substituem os sons /tj/ e /dj/ por /tʃ/ e /dʒ/ respectivamente.

## Vocabulário
O inglês australiano possui vários termos que os australianos consideram únicos e próprios de seu país. Um dos exemplos mais conhecidos é outback, que designa qualquer área remota e pouco povoada. Bush pode ser utilizado para identificar tanto os bosques nativos como qualquer área rural em geral. No entanto, ambos termos foram historicamente utilizados em muitos países anglófonos. Uma considerável quantidade de palavras, frases e usos das mesmas originaram-se no âmbito linguístico dos presos britânicos transportados para Austrália. Muitas palavras empregadas pelos habitantes rurais australianos são, ou foram, usadas em toda ou em parte da Inglaterra, com variações no significado.
Por exemplo, um creek na Austrália, bem como na América do Norte, é qualquer correnteza ou rio pequeno, enquanto na Inglaterra é um curso de água  que flui para o mar. Padock é uma palavra que significa campo na Austrália, por outro lado, na Inglaterra designa um pequeno recinto. As áreas arborizadas são conhecidas como bush ou scrub na Austrália, ao igual que na América do Norte; na Inglaterra, em mudança, essas palavras são utilizadas em geral só em nome próprios (exemplos: Shepherd's Bush e Wormwood Scrubs). No inglês australiano como também em outros dialetos (como o cockney e o geordie) se usa a palavra mate ― que em inglês padrão significa “parceiro” ― para referir a um amigo próximo do mesmo sexo ou a um parceiro platônico do sexo oposto, ainda que este último uso também se fez comum em outras variedades do inglês.
A origem de outros termos não está claro ou está em discuso. Dinkum (ou fair dinkum) significa “verdadeiro”; ou quando se fala, “é verdadeiro?”, “é verdade!”, dependendo do contexto. Com frequência diz-se que dinkum data da corrida de ouro australianas dos anos 1850 e que deriva de um termo cantonês. No entanto, muitos eruditos acham que a palavra teve suas origens em um termo de um dialeto atualmente extinto nas East Midlands da Inglaterra, onde dinkum (ou dincum) significa trabalho duro, que também era o significado original no inglês australiano. A derivação dinky-dei quer dizer “verdadeiro”. As palavras dinkum e dinky-dei e frases como true blue são tipicamente reconhecidas como australianas, ainda que a maioria dos australianos contemporâneos nunca as empreguem.
Alguns elementos das línguas aborígenes têm sido incorporados ao inglês australiano, principalmente nomes de lugares, animais (como dingo e canguru) e plantas. Para além disso, poucos termos têm sido adotados na língua geral, exceto por alguns termos regionais e palavras do jargão.